# Carmencita Moleiro
Carmencita Moleiro (* um 1940 in Caracas) ist eine venezolanische Pianistin.

## Leben
Carmencita Moleiro hatte Unterricht bei ihrem Vater, dem Komponisten Moisés Moleiro und studierte dann am Königlichen Konservatorium in Brüssel, das sie mit Auszeichnung abschloss. Danach vervollkommnete sie ihre Ausbildung u. a. am Konservatorium von Nizza und der Wesleyan University in Connecticut.
In Venezuela ist sie Organisatorin und Präsidentin der Jury des zweijährlich stattfindenden Concurso Nacional de Piano y Composición "Moisés Moleiro" sowie Solopianistin des Orquesta Sinfónica de Venezuela. Mit dem Kontrabassisten Luis Gómez-Imbert bildet sie das Duo Moisés Moleiro.
Moleiro unterrichtet an der Escuela Superior de Música José Ángel Lamas und leitet die Musikschule Pedro Nolasco Colón. Für ihre Verdienste um die Förderung der Musik und Kultur erhielt sie 1997 den Orden Vicente Emilio Sojo.
Sie veröffentlichte mehrere CDs als Klaviersolistin bzw. Kammermusikerin, darunter die CD Ofrenda, Música Venezolana, auf der sie neben Werken ihres Vaters Stücke von Heraclio Fernández, Ramón Delgado Palacios, Antonio Lauro, Luisa Elena Paesano, Inocente Carreño, Rafael Saumell, Manuel Guadalajara und Evencio Castellanos spielt.
Carmencita Moleiro ist die jüngere Schwester des Politikers und Philosophen Moisés Moleiro und des Lyrikers Federico Moleiro. Ihr Sohn ist der Bariton Gaspar Colón Moleiro.
| Personendaten    | Personendaten            |
| ---------------- | ------------------------ |
| NAME             | Moleiro, Carmencita      |
| KURZBESCHREIBUNG | venezolanische Pianistin |
| GEBURTSDATUM     | um 1940                  |
| GEBURTSORT       | Caracas                  |